# 1958 en combiné nordique
| Années du combiné nordique : 1955 - 1956 - 1957 - 1958 - 1959 - 1960 - 1961    |
| Décennies du combiné nordique : 1920 - 1930 - 1940 - 1950 - 1960 - 1970 - 1980 |

Cette page reprend les résultats de combiné nordique de l'année 1958.

## Festival de ski d'Holmenkollen
Le Norvégien Tormod Knutsen remporta l'épreuve de combiné de l'édition 1958 du festival de ski d'Holmenkollen. Il s'impose devant le Suédois Bengt Eriksson et le Soviétique Dmitri Kotchkine.

## Jeux du ski de Lahti
Les Jeux du ski de Lahti 1958 furent le support des Championnats du monde. L'épreuve de combiné fut remportée par le Finlandais Paavo Korhonen devant les Norvégiens Sverre Stenersen et Gunder Gundersen.

## Jeux du ski de Suède
Les Jeux du ski de Suède 1958 n'ont pas été organisés.

## Championnat du monde

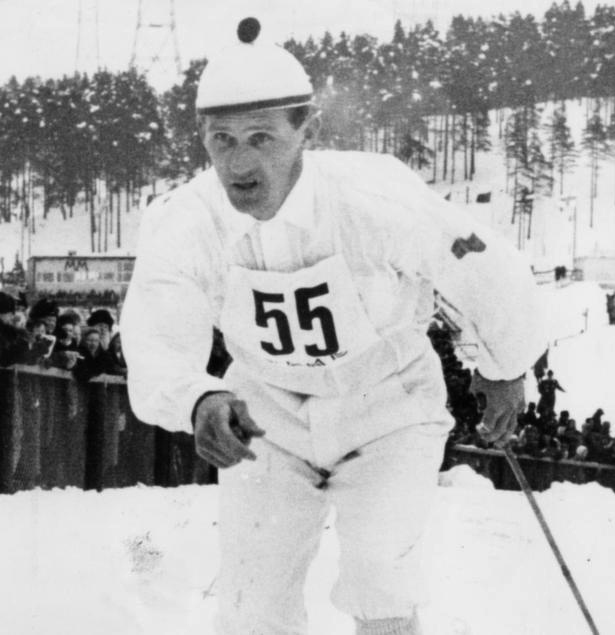
Le fondeur Sixten Jernberg lors des Championnats.

Le championnat du monde eut lieu à Lahti, en Finlande, pendant les Jeux du ski de Lahti.
L'épreuve de combiné fut remportée par le Finlandais Paavo Korhonen devant les Norvégiens Sverre Stenersen et Gunder Gundersen.

## Championnats nationaux

### Championnats d'Allemagne
En Allemagne de l'Est, Siegfried Böhme, du SC Dynamo Klingenthal (de), a remporté le championnat devant Günter Flauger et Martin Körner, ses camarades de club.
À l'Ouest, le championnat fut remporté par Georg Thoma.

### Championnat d'Estonie
Le Championnat d'Estonie 1958 s'est déroulé à Võru. Il fut remporté par le vice-champion sortant, Valev Aluvee, devant Uno Kajak & Lembit Tiganik.

### Championnat des États-Unis
Le championnat des États-Unis 1958 s'est déroulé à Rumford, dans le Maine. Il a été remporté par Alfred Vincelette.

### Championnat de Finlande
Le championnat de Finlande 1958 a été remporté par Esko Jussila (fi) devant Pekka Ristola.

### Championnat de France
Les résultats du championnat de France 1958 manquent.

### Championnat d'Islande
Le championnat d'Islande 1958 fut remporté par le champion sortant, Sveinn Sveinsson.

### Championnat d'Italie
Le championnat d'Italie 1958 fut remporté par le champion sortant, Enzo Perin, devant son dauphin de l'année précédente, Aldo Pedrana. Nilo Zandanel (de) est troisième.

### Championnat de Norvège
Le championnat de Norvège 1958 se déroula à Oslo.
Le vainqueur fut Sverre Stenersen, dont c'était le cinquième titre consécutif. Le vice-champion est Gunder Gundersen. Kristoffer Grøtli complète le podium.

### Championnat de Pologne
Le championnat de Pologne 1958 fut remporté par Franciszek Gąsienica-Groń, du club Wisła-Gwardia Zakopane.

### Championnat de Suède
Lors du championnat de Suède 1958, le champion sortant, Bengt Eriksson, du club IF Friska Viljor, a remporté son quatrième titre consécutif. Le club champion fut le club du champion : le IF Friska Viljor.

### Championnat de Suisse
Le Championnat de Suisse 1958 a eu lieu à Kandersteg.
Il fut remporté par le champion sortant, Louis-Charles Golay, devant le champion 1956, André Reymond. Victor Kronig complète le podium.